# 발안제
정치학에서 발안제(發案制) 또는 창안제는 직접민주주의의 한 형태로서, 정수의 선거권자들이 연대 서명을 통해 중요 법률이나 조례의 제 · 개정안이나, 헌법 개정안, 헌장 수정안 등을 행정부나 입법부에 요구할 수 있는 제도를 말한다. 적용 범위에 따라 국민 발안제와 주민 발안제로 부르기도 한다.
발안제는 직접발안제와 간접발안제의 두 가지 형태로 나뉠 수 있다. 직접발안제 하에서는, 법령은 탄원이 제출된 이후에 곧바로 표결에 부쳐진다. 직접발안제와 달리, 간접발안제에서는 법령의 제 · 개정을 위한 탄원은 곧바로 국민 투표나 주민 투표에 부쳐지지 않고, 우선 해당 법령에 대한 입법부의 논의를 거친다. 그러나 만약 입법부가 해당 탄원에 대해 어떠한 조치를 취하지 않을 때에는 표결에 부칠 수 있다.

## 발안제의 간략한 역사
발안제는 어디까지나 사법권의 하부 제도로서 운영되었다. 이는 1891년에 스위스 연방 공화국의 연방헌법에서 처음 규정되었다. 이후 발안제는 1777년에 미합중국의 조지아주 주 헌법에서 등장하였으며, 이어 1922년에 아일랜드 자유국의 헌법에서도 등장하였으나, 공화주의자들이 이를 이용하여 잉글랜드 국왕에 대한 충성의 맹세(Oath of Allegiance)의 폐지를 선동함에 따라 황급히 폐지되었다. 발안제는 또한 에스토니아의 1920년 헌법에서 부분적으로 규정되기도 하였다.

## 나라별 발안제

### 대한민국의 발안제
대한민국은 1954년 제2차 개헌(또는 사사오입 개헌)에서, 헌법개정에 대하여 국회의원선거권자 50만 인 이상의 찬성으로 제안할 수 있게 하는 국민 발안제가 채택되었으나 사실상 사문화된 조항이라 판단되어 1972년 제7차 개헌(또는 유신 개헌)에서 폐지되었다.
그러나 이후 1999년 8월 31일, 지방자치법을 개정하면서 '지방자치단체의 국회의원선거권자는 만20세이상의 주민 총수의 20분의 1의 범위안에서 대통령령이 정하는 20세이상의 주민수이상의 연서로 당해지방자치단체의 장에게 조례의 제정이나 개폐를 청구할 수 있다'는 내용을 담은 '조례의 제정과 개폐 청구' 항목(제13조의3)을 신설하여 주민 발안제의 근거를 마련하였다. 2008년 현재, 해당 조문은 지방자치법 제15조로 이동한 상태이다.

### 미합중국의 발안제
미합중국에서 발안제는 주민 발안제의 형태로 콜럼비아 특별구를 비롯한 24개의 주에서 시행되고 있으며, 그 하위 단위인 지역과 시 정부에서도 보통 시행되고 있다. 발안제는 미합중국에서 1777년에 조지아주의 첫 번째 주 헌법을 제정하는 과정에서 등장하였다.
근대적 의미의 발안제와 레퍼렌덤은 사우스다코타주에서 유래했다. 사우스다코타는 1898년에 발안제와 레퍼렌덤을 투표로서 주 헌법에 도입했다. 사우스다코타 주는 또한 스위스의 선례를 따르지 않고, 자체적으로 이 법안을 고안하여 도입한 유일한 주이기도 하다. 오리건주는 1902년에 오리건주 의회가 발안제를 도입하는 데 압도적인 지지를 보내어, 발안제를 도입한 두 번째 주가 되었다. 초기에 "오리건 식 제도"(Oregon System)라 알려진 발안제는 곧 많은 다른 주들로 퍼져나갔으며, 미국 역사에서 1890년대에서 1920년대 사이의 기간을 가리키는 소위 '진보적 시대'에 하나의 '무혈혁명'의 사례가 되었다. 오리건주를 포함하여 콜로라도주와 워싱턴주, 캘리포니아주, 매사추세츠주, 알래스카주 등과 같은 주들 역시 주민 투표로서 발안제와 관련 법령을 도입하였다.
미합중국의 경우, 연방 헌법과 같은 특정 법령의 제 · 개정안은 국민이나 주민이 아니라, 오직 입법부에 의해서만 발의될 수 있다. 연방 헌법을 개정하기 위한 첫 발안 시도는 1907년에 공화당의 엘머 풀턴(오클라호마주)에 의해 발의된 하원 공동 결의안(House Joint Resolution)에 의해서였다. 상원의원이던 마이크 그레이블은 발안제를 연방 제도 안에서도 시행할 것을 주장하는 단체인 내셔널 이니셔티브를 창립하여 발의안에 대한 국민적 관심을 모으고 있다.

### 유럽연합의 발안제
부결된 유럽 헌법 제정 조약(TCE)은 제한된 간접발안제에 대한 권리(제1부의 제46조제4항)를 가지고 있었다. 그 조항은 EU 소속 국가 시민 1백만 명은 유럽 연합(EU)의 집행부와 유럽 의회에게 "'유럽 헌법에 권리를 부여하기 위한, 연합의 법적 행동'에 대한 시민들의 요구"("on matters where citizens consider that a legal act of the Union is required for the purpose of implementing the Constitution.")를 고려할 것을 요구할 수 있다는 내용을 담고 있다. 이에 대해, 비판론자들은 이 조항이 발안제의 근본적인 의미를 퇴색시킨 것이며 이 법률 하에서는 어떠한 형태의 투표나 레퍼렌덤도 일어나지 않을 것이라 지적했다.

#### 스위스의 발안제
발안제를 탄생시킨 국가로서 스위스는 주민 발안제와 국민 발안제 모두를 사용하고 있다. 스위스 연방헌법은 정수의 선거권자(현행 헌법 상에서는 10만명)의 탄원으로 연방헌법의 제 · 개정을 요구할 수 있도록 했다. 발안제는 스위스 연방헌법 뿐만 아니라, 주(州) 개념인 캉통(canton)와 코뮌의 단위에까지 적용되었는데, 많은 캉통들이 비헌법적인 영역의 법률에까지 발안제를 적용하고 있는 데 반해, 연방 제도는 헌법의 제·개정에만 적용하고 있다.
만약 정수의 시민들이 연대 서명한 탄원이 제출되면, 그 제 · 개정안은 대략 2~3년 후에 레퍼렌덤에 회부되었다. 이렇게 시간적 간격을 두고 표결에 부치는 제한은 특정한 정치 세력이 헌법개정을 통해 자신들의 존재를 부각시키려는 시도들을 막는 데 도움을 주었다.
의회와 행정부는 발안제에 의해 제출된 안건에 대해 표결을 권유하거나 또는 표결을 해서는 안된다는 식으로 공식 견해를 밝힐 수 있으며, 이 견해들은 투표 용지에 인쇄되어 선거권자들이 투표를 하는 데에 참고할 수 있도록 했다. 의회는 발안된 수정안에 대해 대체 법안을 제출하여, 그 대체 법안에 대해서도 투표용지에 기재할 수 있다. 이 경우, 투표자들은 두 번의 투표를 하게 되는데, 우선 법률의 수정에 대한 의사를 표시할 수 있으며, 법률을 수정해야 한다는 의견이 우세할 때에 한해 다음으로 발안된 수정안과 의회의 대체 법안 중 하나를 선택할 수 있다.
시민들에 의해 제출된 헌법 개정안이 통과되기 위해서는, 레퍼렌덤에서 과반수 이상 득표해야 할 뿐만 아니라 캉통에서 행해진 선거에서도 과반수 이상 득표해야 한다. 1891년부터 제출된 연방 헌법 수정안의 대부분은 시민들의 호응을 얻지 못해 통과에 실패했다.

#### 프랑스의 발안제
2003년 3월 28일, 프랑스 헌법의 개정과정에서 지방자치에 관한 조항(제72조 1항, référendum d'initiative locale) 내에 주민 발안제의 개념이 도입되었다. 프랑스에서는 제한적인 간접발안제가 주민 발안제의 형태로 시행되고 있다. 그러나 모든 발안은 지방의회(collectivité territoriale)를 통해서만 제출될 수 있다. 지방의회는 시민들의 탄원을 수용할지 그 여부를 결정하고, 주민 투표에 부칠 수 있다.

## 같이 보기
- 국민 투표
- 소환투표제
- 직접민주주의
- 헌법